# Червона Долина (Берестинський район)
Черво́на Доли́на —  село в Україні, у Берестинському районі Харківської області. Населення становить 7 осіб. Орган місцевого самоврядування — Аполлонівська сільська рада.
Після ліквідації Сахновщинського району 19 липня 2020 року село увійшло до Красноградського (Берестинського) району.

## Географія
Село Червона Долина знаходиться на правому березі річки Орілька, вище за течією на відстані 1 км розташоване село Лесівка, нижче за течією на відстані 2,5 км розташоване село Красна Гірка. Русло річки використовується під Канал Дніпро — Донбас. Поруч проходить автомобільна дорога Р79.

## Історія
- 1890 - дата заснування як село Лиман.
- 1927 - перейменоване в село Червона Долина.
- 22 червня 2023 року рішенням №230 Національної комісії зі стандартів державної мови віднесено до списку населених пунктів, які «можуть не відповідати лексичним нормам української мови», зокрема стосуватися «російської імперської чи колоніальної політики». Громаді рекомендовано обґрунтувати доцільність збереження поточної назви або запропонувати нову назву в установленому законодавством порядку.[2]

## Населення

### Мова
Розподіл населення за рідною мовою за даними перепису 2001 року:
| Мова            | Кількість | Відсоток |
| --------------- | --------- | -------- |
| українська      | 6         | 85.71%   |
| інші/не вказали | 1         | 14.29%   |
| Усього          | 7         | 100%     |

## Економіка
- Молочно-товарна ферма.